# Chiquibaby
Chiquibaby (Guadalajara, Jalisco, 13 de enero de 1981) es el seudónimo de Stephanie Himonidis Sedano, es una locutora, reportera de entretenimiento, modelo y conductora de televisión mexicana. Actualmente es conductora del programa matutino. Un nuevo día en Telemundo.

## Biografía
Chiquibaby es mitad mexicana por parte de madre y griega por parte de padre, es la mayor de dos hermanos. De 1998 a 2002 Estudió comunicaciones y periodismo en la Universidad Autónoma de Guadalajara y, en el Instituto Cultural México Americano, estudió inglés. En 2001 se mudó a los Estados Unidos en donde empezó trabajando en la radio en CBS. En 2008 se ganó dos Emmy y en 2010 se destacó en el libro Secretos de personas con iniciativa al lado de muchas otras personalidades, como el escritor de Sopa De Pollo Jack Canfield. Chiquibaby ha participado en campañas publicitarias en Estados Unidos y Latinoamérica para Universal Estudios, Disney, Verizon Wireless, Metro PCS, Jumex, Barcel, Ford, Pros Kia, Toyota, Proctor and Gamble, Post, Bansefi, Mahatma, y State Farm entre otras.

## Programas
- 2019-presente: "Un nuevo día": Conductora (Telemundo)
- 2011"Despierta América": Reportera desde Los Ángeles (Univision)
- 2009: "Viva el sueño": juez, "Telfutura/Univision Network"
- 2005-2009: Despierta San Diego Animadora, "Entravisión"
- 2001-2003: Animadora, "Azteca América"

## Radio
- 2014-2015: Locutora de la mañana y de las noches- Los Angeles La Raza 97.9 FM
- 2012-2014: Locutora del mediodía - Los Angeles KLOVE 107.5 FM
- 2010-2014: locutora - Las Vegas La Nueva 103.5 FM
- 2009-2012: locutora del mediodía - Los Angeles La 101.9 FM
- 2004-2009: locutora VIVA 102.9, Recuerdo 102.9 and La Nueva 106.5 FM
- 2002-2004: Personalidad del mediodía y directora de asuntos públicos - VIVA 106 FM
- 1999-2001: "Vestidas y Alborotadas" y "El Reto 911" - Super Stereo 100.3 FM

## Premios
- 2008: dos Emmy por su trabajo en televisión